# Ljasnaja (vattendrag i Belarus)
Ljasnaja (vitryska: Лясная) är ett vattendrag i Belarus.   Det ligger i voblasten Brests voblast, i den västra delen av landet, 300 km sydväst om huvudstaden Minsk.
Omgivningarna runt Ljasnaja är en mosaik av jordbruksmark och naturlig växtlighet. Runt Ljasnaja är det ganska tätbefolkat, med 207 invånare per kvadratkilometer.